# Dresden, wenige Jahre danach
Dresden, wenige Jahre danach ist ein Dokumentarfilm der Deutschen Hochschule für Filmkunst und Fernsehen von Jürgen Böttcher aus dem Jahr 1959.

## Handlung
Mit Bildern aus dem Deutschen Bundestag berichtet der Sprecher von dem, durch die Stimmenmehrheit der CDU/CSU-Fraktion gefassten Beschluss im Jahr 1958, im Rahmen der NATO in der Bundesrepublik Deutschland Atomwaffen zu stationieren. Im Fokus steht der Vizepräsident des Deutschen Bundestages Richard Jaeger als demagogischer Antreiber bei der Forderung nach Atomraketen, da er sie in Richtung auf das Gebiet der DDR ausrichten will, weil er die kriegerische Auseinandersetzung auf jeden Fall kommen sieht.
Schon einmal wurden deutsche Städte zerstört, wenn auch noch mit konventionellen Waffen, so durch die Luftangriffe auf Dresden im Februar 1945. Doch warum gerade Dresden? Zwei Tage vor dem Massaker wurde auf der Konferenz von Jalta festgelegt, dass Dresden zur Sowjetischen Besatzungszone gehören wird, deshalb wurde das Legen des Bombenteppichs durch die Amerikaner beschlossen. Übrig blieben 12 Millionen Kubikmeter Schutt und Trümmer auf einer Fläche von über 15 Millionen Quadratmetern. Dresden war eine tote Stadt. Belege dieser Zerstörungen werden durch eingefügte Fotografien in Erinnerung gerufen.
Heute ist Dresden ein großer Bauplatz. Soldaten der Sowjetarmee, Mitglieder der SED, Trümmerfrauen und Arbeiter waren die ersten, die mit dem Wiederaufbau der Stadt begannen, was sie aus den Trümmern holten gehörte ihnen, heute gehört ihnen alles, was sie seitdem erschaffen haben. So entwickelte sich hier in wenigen Jahren eine leistungsfähige Industrie, wozu das VEB Transformatoren- und Röntgenwerk, Overbeckstr. 48, die Kamerawerke und die Schiffswerft Laubegast gehören. In dem noch im Bau befindlichen Flugzeugwerk wird bereits im April 1958 das erste zivile Düsenflugzeug vom Typ 152 der DDR fertiggestellt. 
Gezeigt werden nun die Dresdner Elbwiesen, auf denen Bewohner der Stadt ihre Freizeit verbringen. Im Februar 1945 suchten hier viele Bürger Schutz vor der Bombardierung der Stadt, jedoch die amerikanischen Tiefflieger schossen auf alles, was sich bewegte. Zu den Toten zählten auch viele Kranke, die in ihrer gestreiften Krankenhauskleidung dem Johannstädter Krankenhaus entkommen waren. Im Vergleich sieht man dann die zerbombte Kinderklinik des Krankenhauses und einen fertiggestellten Neubau sowie die Kinder, die heute darin betreut werden.
Doch die Stadt ist immer noch voller Trümmer, bei deren Beseitigung sich viele freiwillige Aufbauhelfer beteiligen und daraus neues Baumaterial schaffen. Neue Technik beim Bauen erhöht die Produktivität, die Qualität und erleichtert die Arbeit. So wächst in wenigen Wochen Haus für Haus. Bei all dem Fortschritt wird nicht vergessen, den Wegbereitern des Wiederaufbaus zu danken, welcher mit dem Programm vom 5. Januar 1946 beschlossen wurde. Es folgen Filmaufnahmen von den neuen Wohngebieten, dem Zoo und vom Großen Garten, der besonders stark von den Bombenangriffen betroffen war und in dem sich 1945 viele Bewohner in Sicherheit wähnten. Heute ist im Park Frieden und der muss auch bleiben. Das Schloss Albrechtsberg wurde im Krieg nicht zerstört und danach zum Pionierpalast für die Kinder ausgebaut, so dass sie nicht mehr in den Ruinen spielen mussten. Die Gemäldegalerie wurde total zerstört und ist nun wieder neu entstanden. Für die Bergung der Kunstschätze wird der Sowjetunion ausdrücklich der Dank ausgesprochen. 
Dresden ist auch die Stadt der Künste und der Wissenschaften. Sämtliche zerstörten Hochschulen wurden wiedererrichtet und viele sind dazu gekommen. Für die Studenten wurden über 30 neue Wohnheime gebaut, auch deshalb ist Dresden jetzt eine Stadt der lernenden Jugend. Es sind jetzt nicht nur die Kinder wohlhabender Eltern, sondern auch Tausende, deren Eltern Arbeiter und Bauern sind. Heute studieren, an der im Februar 1945 zu 85 Prozent zerstörten, Technischen Hochschule etwa zehnmal so viele Studenten wie im Jahr 1937. Neu ist eine Fakultät für Kerntechnik, in der gelehrt wird, wie man Kernkraftwerke baut. In diesem Zusammenhang wurde in Rossendorf der erste Atomreaktor Deutschlands in Betrieb genommen, der in dem von der Sowjetunion zur Verfügung gestellten Forschungszentrum errichtet wurde. Dieses Beispiel der friedlichen Nutzung der Atomenergie, während in der Bundesrepublik Deutschland Atomwaffen stationiert werden, ist für die Schüler der Palucca-Schule Veranlassung, einen Tanz gegen die atomare Aufrüstung einzustudieren. Der Film schließt mit einer Demonstration der Bürger Dresdens, auf der sie die Erhaltung des Friedens in der ganzen Welt fordern.

## Produktion und Aufführungen
Dresden, wenige Jahre danach wurde von Studenten des dritten Studienjahres der Deutschen Hochschule für Filmkunst und Fernsehen wahrscheinlich als filmische Übung  gedreht. Die fotografischen Dokumente stammen von Walter Hahn und Richard Peter.
Die Uraufführung fand am 13. Februar 1959 in einer Freiluftvorstellung auf dem Dresdner Altmarkt statt.
Der Film wurde wieder 2018 im Filmmuseum Potsdam bei einer Buchvorstellung  des ehemaligen DEFA-Direktors Golde gezeigt, sowie im Kino Babylon in Berlin.